# Museum (Manga)
Museum (jap. ミュージアム) ist ein Horror-Manga von Ryōsuke Tomoe, der in Japan von 2013 bis 2014 erschien. Er wurde unter anderem ins Deutsche übersetzt sowie als Kinofilm adaptiert. International ist er auch unter dem Titel Museum: The Serial Killer is Laughing in the Rain bekannt. Manga und Verfilmung erzählen von der Jagd eines Polizisten nach einem Serienmörder, der hinter einer Froschmaske bizarre Morde verübt.

## Inhalt
Hisashi Sawamura ist Ermittler bei der Tokioter Polizei und frisch geschieden. Nun getrennt von seiner Frau und dem fünfjährigen Sohn stürzt sich der niedergeschlagene Polizist in die Arbeit. Zusammen mit dem Neuling Junichi Nishino muss er in einer bizarren Mordserie ermitteln. Deren Täter Sanae Kirishima versteckt sich hinter einer Froschmaske und inszeniert die Morde unter wechselnden Themen. Über einen Zettel beim Opfer wird stets die Rache an ihnen verkündet. Die beiden ersten Opfer verbindet, dass sie bei einem alten Mordfall Teil der Jury waren. Auch der Richter ist inzwischen verschwunden. Da wird Sawamura bewusst, dass auch seine Ex-Frau Ziel des Mörders sein könnte, denn auch sie gehörte zur Jury. Er will sie retten, wird wegen seiner persönlichen Verbindung aber vom Fall abgezogen. Also macht er sich auf eigene Faust auf die Jagd nach dem Mörder und zieht auch seinen Kollegen Nishino mit hinein.

## Manga-Veröffentlichung
Der Manga wurde in Japan von Juli 2013 bis Februar 2014 im Young Magazin bei Kodansha veröffentlicht. Der Verlag brachte die Kapitel auch gesammelt in drei Bänden heraus. Eine deutsche Übersetzung von Martin Gericke erschien im Oktober 2023 in einem einzigen Band, der die gesamte Geschichte enthält, beim Carlsen Verlag unter dem Label Hayabusa. Eine englische Fassung brachte der amerikanische Ableger von Kodansha heraus, eine italienische erschien bei J-Pop, eine spanische bei Norma Editorial und eine polnische bei Studio JG.

## Adaption als Film
Im November 2015 wurde eine Verfilmung des Mangas mit Shun Oguri in der Hauptrolle angekündigt. Mit der Regie wurde Keishi Ōtomo beauftragt. Das Drehbuch schrieb Ōtomo zusammen mit Izumi Takahashi und Kiyomi Fujii. Produzent war Atsuyuki Shimoda und die Musik komponierte Tarō Iwashiro. Die Kostüme entwarf Kazuhiro Sawataishi, für Makeup war Tomo Hyakutake verantwortlich und für die Kameraführung Hideo Yamamoto. Die Rolle von Frau Sawamura übernahm Machiko Ono und die von Sanae Kirishima Satoshi Tsumabuki.
Premiere des Films war am 8. Oktober 2016 auf dem Busan International Filmfestival in Südkorea. Am Tag danach wurde er beim Sitges Film Festival in Spanien gezeigt und am 1. November beim Tokyo International Film Festival. Am 12. November 2016 kam der Film in die japanischen Kinos. Es folgten Kinoauswertungen in Taiwan, Singapur und Südkorea. In Deutschland wurde der Film am 3. Juni 2017 auf dem Japan-Filmfest in Hamburg gezeigt. Es folgten weitere Festivalaufführungen sowie DVD-Veröffentlichungen in Japan und weiteren Ländern.

## Rezeption
Laut Hollywood Reporter schaffe es der Film trotz des schwachen, nicht wirklich überzeugenden Abschlusses, dass der Zuschauer des „over-the-top-shocker“ nicht aufhöre, sich vor Spannung und Horror zu schütteln. Es werde ein dunkles, verregnetes Tokio gezeigt, mit Neonlicht und undurchdringlichen Innenräumen. Der Film zeige einige Anleihen von David Finchers Seven, doch die an die Manga-Vorlage erinnernden Elemente schafften eine Distanz zu westlichen Genrefilmen und der Realität.